# Століття
Столі́ття, сторі́ччя, вік — проміжок часу, що дорівнює ста рокам. Згідно з сучасним літочисленням (від «Різдва Христового»), століття починається «першим» роком, а закінчується кратним сотні. Наприклад, двадцяте сторіччя почалося 1 січня 1901 року, а закінчилося 31 грудня 2000 року.

## Найменування століть
Сторіччя іменуються цифрами за системою, починаючи з першого, яке тривало з 1 до 100 року. Нульового століття не існує. Ми живемо в XXI столітті, яке розпочалося з 2001 року. Тобто, наше століття закінчиться 31 грудня 2100 року.  

## Письмове позначення століть
На письмі століття зазвичай позначаються римськими цифрами, хоча можливе і позначення арабськими.

## Сучасне  літочислення
У всіх державах Європи та більшості країн світу сучасне літочислення нашої ери, включно з XXI століттям та 3-м тисячоліттям, ведеться від Різдва Христового і позначається латинською > Anno Domini, або скорочено: A.D./AD.  Повністю фраза звучить: лат. Anno Domini Nostri Iesu Christi (в рік Господа нашого Ісуса Христа). За таким літочисленням нульового року немає, тому 1 рік AD (нової ери) йде відразу ж після 1 року до Різдва Христового (до нової ери). В українській мові вживається відповідник «рік Божий», «року Божого» (р. Б.).